# مشروع تشارلز
مشروع تشارلز (بالإنجليزية: Project Charles) كان عبارة عن مجموعة بَحْثِيَّة صيفية عُقِدَتْ في معهد ماساتشوستس للتقانة، وكان فرانسيس ويلر لوميس هو الرئيس المُعَيَّن عليها.
وتوصل الجنرال غوردون بي. سافيل، ولويس رايدنور، وآيفان غيتينغ، وجون أ. ماكون من القوات الجوية الأمريكية إلى اتفاق مع مجموعة معينة من القادة في معهد ماساتشوستس للتقانة لتأسيس المشروع حيث كان المشروع مجهودًا تعاونيًّا بين القوات الجوية والمعهد. ومن الأسباب التي يُتَوَقَّع بأنها أقنعت الجيش بضرورة المشروع هي الأحداث السابقة للتأسيس، والتي اشتملت على الحرب الكورية، ونجاح أول تفجير لقنبلة نووية عند الاتحاد السوفيتي خلال الاختبار المنعقد بتاريخ 29 أغسطس 1949م. وصدرت الاتفاقية الأولية للمشروع بتاريخ 30 يناير 1951م، ودخل الطرفان بإلزام تَعَاقُدِيّ بالمشروع بتاريخ 6 أغسطس من عام 1951م عندما صدرت اتفاقيته الأساسية التي حملت الرقم المرجعي "AF18(600)-11". وجرى تعديل الاتفاقية في فبراير 1952م وأصبحت تحمل الرقم المرجعي "AF19(122)-458"، وبَقِيَتْ سارية المفعول حتى 1 يناير 1959م.
وفي بدايته، كانت مهمة المشروع هي القيام بمعالجة تحليلية لمسألة تطوير التكنولوجيا لتُسْتَخْدَم في الدفاع الجوي الفاعل عند الولايات المتحدة. وكان يهدف المشروع إلى بناء شبكة من الحواسيب المتصلة بمركز قيادة لتنظيم رد مناسب في حالة تواجد خطر في المجال الجوي الأمريكي.
وكان المشروع فاعلًا في فبراير 1951م، وأصدر تقريره بتاريخ 1 أغسطس من العام نفسه.
وتَوَلَّت شركة ميتري المسؤوليات الخاصة بالمشروع ابتداءًا من 1 يناير 1959م، وتطور العمل ليتحول فيما بعد لما أصبح يعرف باسم مشروع سيج (بالإنجليزية: SAGE project).

## أنظر أيضًا
- داربا
- جوزيف ليكلايدر